# Paa
Paa és un gènere de granotes de la família dels rànids que es troba a les regions de l'Himàlaia del nord del Pakistan i l'Índia, a l'Afganistan, al Nepal, a l'oest de la Xina, a Myanmar, a Tailàndia i al nord del Vietnam.

## Taxonomia
- Paa annandalii (Boulenger, 1920).
- Paa arnoldi (Dubois, 1975).
- Paa barmoachensis (Khan & Tasnim, 1989).
- Paa blanfordii (Boulenger, 1882).
- Paa boulengeri (Günther, 1889).
- Paa bourreti (Dubois, 1987).
- Paa chayuensis (Ye a Sichuan Institute of Biology Herpetology Department, 1977).
- Paa conaensis (Fei & Huang a Huang & Fei, 1981).
- Paa ercepeae (Dubois, 1974).
- Paa exilispinosa (Liu & Hu, 1975).
- Paa fasciculispina (Inger, 1970).
- Paa feae (Boulenger, 1887).
- Paa hazarensis (Dubois & Khan, 1979).
- Paa jiulongensis (Huang & Liu, 1985).
- Paa liebigii (Günther, 1860).
- Paa liui (Dubois, 1987).
- Paa maculosa (Liu, Hu & Yang, 1960).
- Paa medogensis (Fei & Ye a Fei, 1999).
- Paa minica (Dubois, 1975).
- Paa mokokchungensis (Das & Chanda, 2000).
- Paa polunini (Smith, 1951).
- Paa rarica (Dubois, Matsui & Ohler, 2001).
- Paa robertingeri (Wu & Zhao, 1995).
- Paa rostandi (Dubois, 1974).
- Paa shini (Ahl, 1930).
- Paa spinosa (David, 1875).
- Paa sternosignata (Murray, 1885).
- Paa taihangnicus (Chen & Jiang, 2002).
- Paa verrucospinosa (Bourret, 1937).
- Paa vicina (Stoliczka, 1872).
- Paa yei (Chen, Qu & Jiang, 2002).
- Paa yunnanensis (Anderson, 1879).